# Dziecinov
Dziecinów je mesto na Poljskem in sedež istoimenske občine. Mesto ima okoli 704 prebivalcev. Mesto je obstajalo že v 14. stoletju.